# Tour de France de 1924
O Tour de France 1924, foi a décima oitava versão da competição realizada entre os dias 22 de junho e 20 de julho de 1924.
Foi percorrida a distância de 5.425 km, sendo a prova dividida em 15 etapas. O vencedor alcançou uma velocidade média de 23,97 km/h.
Participaram desta competição 157 ciclistas, chegaram em Paris 60 ciclistas.
O ciclista Ottavio Bottecchia, liderou todas as etapas da prova, sendo esta a primeira vez que um italiano foi o vencedor.
O vencedor do Tour de France 1923, o francês Henri Pélissier, abandonou a competição na 3ª etapa em protesto contra o regulamento.

## Resultados

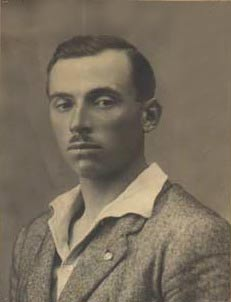
Ottavio Bottecchia
ciclista italiano (1894-1927).

### Classificação geral
| Posição | Nome               | País       | Tempo velocidade média  |
| ------- | ------------------ | ---------- | ----------------------- |
| 1       | Ottavio Bottecchia | Itália     | 226h 18' 21" 23,97 Km/h |
| 2       | Nicolas Frantz     | Luxemburgo | + 35' 36"               |
| 3       | Lucien Buysse      | Bélgica    | + 1h 32' 13"            |
| 4       | Bartolomeo Aimo    | Itália     | + 1h 32' 47"            |
| 5       | Théophile Beeckman | Bélgica    | + 2h 11' 12"            |
| 6       | Joseph Muller      | França     | + 2h 35'33"             |
| 7       | Arsène Alancourt   | França     | + 2h 41'31"             |
| 8       | Romain Bellenger   | França     | + 2h 51'09              |
| 9       | Omer Huyse         | Bélgica    | + 2h 58'13"             |
| 10      | Hector Tiberghiene | Bélgica    | + 3h 05'04"             |

### Etapas
| Etapa | Data        | Percurso                     | km  | Vencedor da etapa  | Líder classificação geral |
| 1ª    | 22 de junho | Paris - Le Havre             | 381 | Ottavio Bottecchia | Ottavio Bottecchia        |
| 2ª    | 24 de junho | Le Havre - Cherburgo         | 371 | Romain Bellenger   | Ottavio Bottecchia        |
| 3ª    | 26 de junho | Cherburgo - Brest            | 405 | Theophile Beeckman | Ottavio Bottecchia        |
| 4ª    | 28 de junho | Brest - Les Sables d'Olonne  | 412 | Félix Goethals     | Ottavio Bottecchia        |
| 5ª    | 30 de junho | Les Sables d'Olonne - Baiona | 482 | Omer Huyse         | Ottavio Bottecchia        |
| 6ª    | 2 de julho  | Baiona - Luchon              | 326 | Ottavio Bottecchia | Ottavio Bottecchia        |
| 7ª    | 4 de julho  | Luchon - Perpignan           | 323 | Ottavio Bottecchia | Ottavio Bottecchia        |
| 8ª    | 6 de julho  | Perpignan - Toulon           | 427 | Louis Mottiat      | Ottavio Bottecchia        |
| 9ª    | 8 de julho  | Toulon - Nice                | 280 | Philippe Thys      | Ottavio Bottecchia        |
| 10ª   | 10 de julho | Nice - Briançon              | 275 | Giovanni Brunero   | Ottavio Bottecchia        |
| 11ª   | 12 de julho | Briançon - Genebra           | 307 | Nicolas Frantz     | Ottavio Bottecchia        |
| 12ª   | 14 de julho | Genebra - Estrasburgo        | 360 | Nicolas Frantz     | Ottavio Bottecchia        |
| 13ª   | 16 de julho | Estrasburgo - Metz           | 300 | Arsène Alancourt   | Ottavio Bottecchia        |
| 14ª   | 18 de julho | Metz - Dunkerque             | 433 | Romain Bellenger   | Ottavio Bottecchia        |
| 15ª   | 20 de julho | Dunkerque - Paris            | 343 | Ottavio Bottecchia | Ottavio Bottecchia        |

CR = Contra-relógio individual
CRE = Contra-relógio por equipes